# 稲垣文子
稲垣 文子（いながき あやこ、4月12日 - ）は日本の女性アナウンサー・ナレーター。埼玉県大宮市（現・さいたま市）出身。

## 来歴・人物
共立女子中学校・高等学校、早稲田大学教育学部国語国文学科卒業。早稲田大学大学院文学研究科日本文学専修修士課程修了。NHK（さいたま放送局）を経て、シー・フォルダ、シグマ・セブンに所属していた。オフィス・プレーゴ代表。桜美林大学非常勤講師。
著書に『話ベタでも内定が取れる 面接合格ボイス』（秀和システム、2019年）『チャンスと人を引き寄せる話し方』（PHP研究所、2008年）、『チャンスがつかめる話し方』（iPhone/iPadアプリ、2011年）、『「口下手でも」人に好かれる話し方』『「口下手でも」人に好かれる会話術』（電子書籍、2012年）がある。

## 主な出演番組
NHK総合
- 「こんにちはいっと6けん」（キャスター）
- 「首都圏ネットワーク」（リポーター）

NHK-BS
- 「極上美の饗宴」（ナレーション）
- 「日本列島ふるさと発」（リポーター）
- 「Jリーグ中継」（リポーター）

CS
- QVCチャンネル 番組MC
- 旅チャンネル 「駅弁探訪」 関西編/山陰編/九州編
- MONDO21 「細江純子の競馬塾」
- 夢ゆうゆうch 「ぱそこん倶楽部」

北ケーブルテレビ
- 「テレビde趣味講座」
- 「日曜特番」

ラジオ
- ベイエフエム 「F・T・C ラジオショッピング」
- NHKラジオ 「ネットワーク日本」（リポーター）
- NHK-FM 「夕べの広場」